# جون دي
جون دي (بالإنجليزية: John Dee)‏ (13 يوليو 1527 – 1608 أو 1609) كان عالماً إنكليزيا مشهورا، برع في الرياضيات، الفلك، علم التنجيم، والجغرافيا، وأيضا كان مستشاراً للملكة إليزابيث ٰ1. وقد عرف عنه أنه سخر حياته للدراسات الخيميائية، والفلسفة الهيرميكية، واشتقاقاتها.

## روابط خارجية
- جون دي على موقع الموسوعة البريطانية (الإنجليزية)
- جون دي على موقع إن إن دي بي (الإنجليزية)
- جون دي على موقع ديسكوغز (الإنجليزية)